# Ratolí marsupial del Cap York
El ratolí marsupial del Cap York (Antechinus leo) és una espècie de petit marsupial carnívor de la família dels dasiúrids. És l'únic mamífer endèmic de la península del Cap York, amb un àmbit de distribució limitat als boscos semi-caducifolis de les serralades McIlraith i Iron. Juntament amb el ratolí marsupial de Godman, és l'espècie més rara del seu gènere.